# 云南柃
云南柃（学名：Eurya yunnanensis）为山茶科柃木属下的一个种。其种加词 yunnanensis 意为“云南的”。